# 高石明彦
高石 明彦（たかいし あきひこ、1975年 - ）は、The icon の社長 及び、所属のプロデューサー。

## 人物
埼玉県立伊奈学園総合高校、中央大学商学部卒業後、ザ・ワークスに入社。バラエティのアシスタントディレクター、ディレクター、演出、ドキュメンタリーの演出、ドラマのメイキングディレクター、アシスタントプロデューサーを経て、現職。

## 担当番組・作品

### バラエティ
- 特命リサーチ200X
- 特命リサーチ200X-II
- お菓子おもしろ大辞典
- お菓子おもしろ大辞典II
- D2のメシとも!

### ドキュメンタリー
- TOYOTAスペシャル ジュブナイル2 〜夢のプロ野球へ 21歳の挑戦〜
- たったひとつのたからもの特別版
- スーパーテレビ情報最前線「ドラマたったひとつのたからものからの旅立ち」

### テレビドラマ
- 東京ワンダーツアーズ
- いぬのえいが日テレ特別版
- 土曜ワイド劇場 隠蔽捜査
- NHK木曜時代劇風の果て
- 金曜プレステージ特別企画　悪女たちのメス
- 水曜ミステリー9 落としの鬼 刑事 澤千夏〜半落ちの女〜
- 金曜プレステージ特別企画   女秘匿捜査官 原麻希 アゲハ
- 日曜劇場 サマーレスキュー〜天空の診療所〜
- 金曜プレステージ特別企画 ドルチェ
- 金曜プレステージ特別企画 悪女たちのメスepisode2
- MBS連続ドラマ　タンクトップファイター
- 金曜プレステージスペシャルドラマ 鬼女
- 土ドラ ハニー・トラップ
- ドラマ10 聖女
- ドラマ24 不便な便利屋
- プレミアムドラマ ある日、アヒルバス
- 金曜8時のドラマ 僕らプレイボーイズ 熟年探偵社
- 光る崖
- 教場:この作品で国際ドラマフェスティバル東京ドラマアワード単発部門グランプリを受賞した。
- 恋なんて、本気でやってどうするの?
- 婚活1000本ノック

### ウェブドラマ
- ハング（BeeTV）
- はぴまり〜Happy Marriage!?〜（Amazonプライム・ビデオ）
- 福家堂本舗-KYOTO LOVE STORY-（Amazonプライム・ビデオ） - アソシエイト・プロデューサー

### 映画
- 未来予想図 〜ア・イ・シ・テ・ルのサイン〜
- 引き出しの中のラブレター
- 4月の君、スピカ。
- 新聞記者この映画で第43回日本アカデミー賞優秀脚本賞・最優秀作品賞を受賞した。
- ヤウンペを探せ!
- どすこい!すけひら

### ラジオ
- J-WAVE DREAMERS ACADEMY

### 舞台
- 劇団G-Factory公演「親愛なるものへ」作・演出
- 劇団G-Factory公演「地球戦士あまりもん」作・演出

### 作曲
- 「Don't Mind Girl」

### 作詞
- 「あげバナナの歌」

### その他
- ピチレモンネット
- 「ピチフェスTV3」
- 「ピチレモン夏祭り〜レイクタウン×ピチレモン〜」

BeeTV:
桃華絵里「momoeryスタイル」
矢口真里「矢口の素」
辻希美「辻ママのつくるんカフェ」
楽天×BeeTV「ケータイお取り寄せカタログ」
「会社を辞めたいあなたへ〜自分の評価と他人の給与〜」